# Getter Laar
Getter Laar (* 21. November 1989) ist eine estnische Fußballspielerin.
Laar spielt aktuell bei der Frauenfußballabteilung des Pärnu JK und bestritt bisher sieben Länderspiele für die Nationalmannschaft Estlands.

## Einsätze
|    | Datum      | Ort       | Gegner        |      | Anlass            |
| -- | ---------- | --------- | ------------- | ---- | ----------------- |
| 01 | 02.11.2007 | Šiauliai  | Lettland      | 3:2  | UEFA Mini-Turnier |
| 02 | 04.11.2007 | Šiauliai  | Färöer        | 1:2  | UEFA Mini-Turnier |
| 03 | 07.11.2007 | Šiauliai  | Estland       | 2:2  | UEFA Mini-Turnier |
| 04 | 30.06.2009 | Belgrad   | Great Britain | 0:10 | Universiade 2009  |
| 05 | 06.07.2009 | Železnik  | Südafrika     | 2:1  | Universiade 2009  |
| 06 | 08.07.2009 | Belgrad   | Polen         | 2:8  | Universiade 2009  |
| 07 | 10.07.2009 | Smederevo | Serbien       | 0:4  | Universiade 2009  |